# Manuel Villalba
Manuel Villalba Arana (Rota, Cádiz, España, 9 de abril de 1954) es un exfutbolista español que se desempeñaba como delantero.

## Clubes
| Club                    | País   | Año       |
| ----------------------- | ------ | --------- |
| Cádiz C. F.             | España | 1970-1978 |
| Real Betis              | España | 1978-1980 |
| Club Atlético de Madrid | España | 1980-1981 |
| Linares C. F.           | España | 1981-1982 |